# Alfred Lenoir
Pour les articles homonymes, voir Lenoir.
Charles Alfred Lenoir, né le 12 mai 1850 à Paris où il est mort dans le 16e arrondissement le 27 juillet 1920, est un sculpteur français.

## Biographie

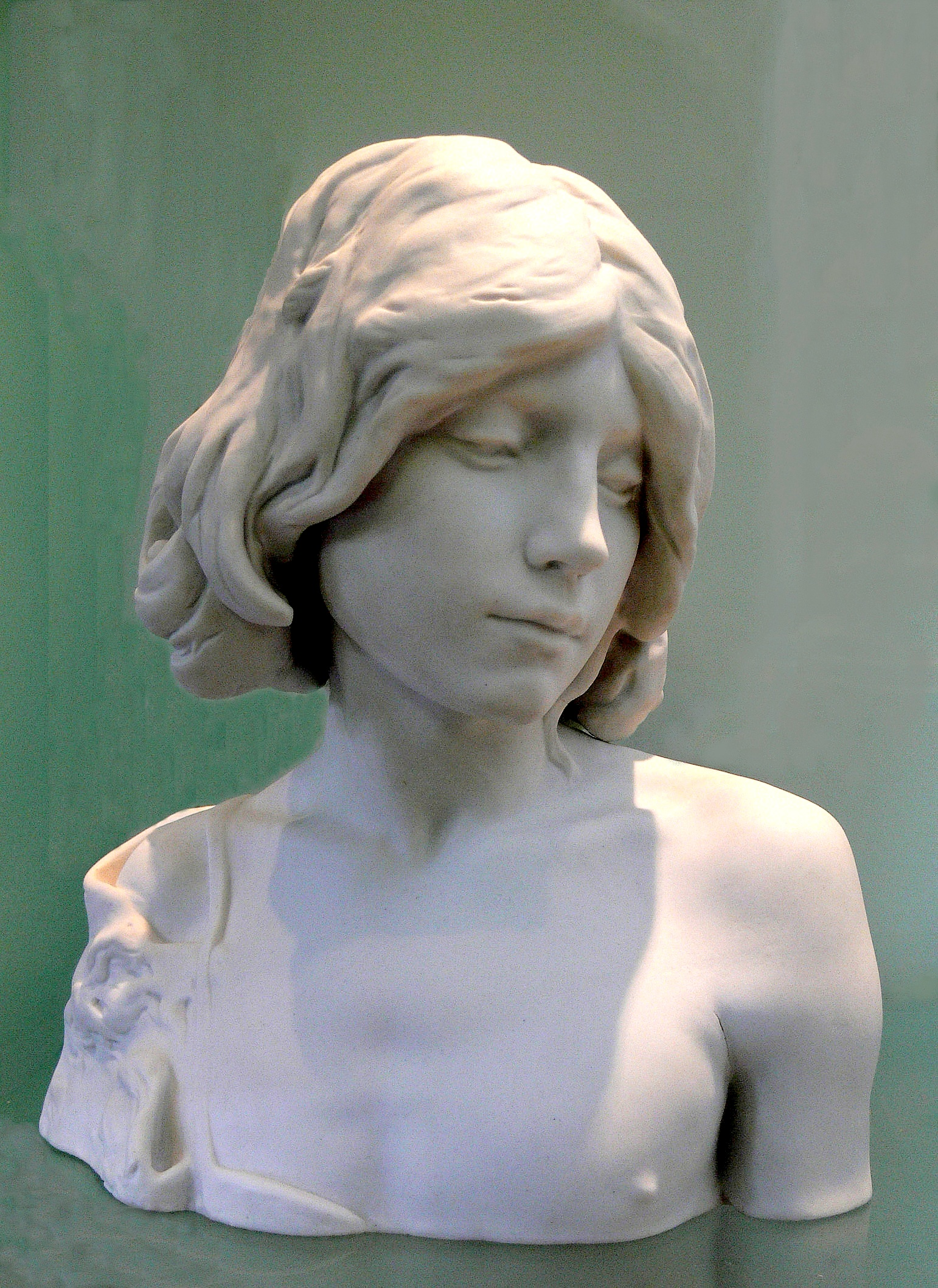
Saint Jean-Baptiste enfant, biscuit de Sèvres d'après un modèle de 1883, Roubaix, La Piscine.

Alfred Lenoir est le fils de l'architecte et archéologue Albert Lenoir (1801-1891), fondateur du musée de Cluny, secrétaire général des Beaux-Arts. Il est le petit-fils de l'artiste peintre Adélaïde Binart et de l'archéologue Alexandre Lenoir (1761-1839), fondateur du musée des monuments français, administrateur des monuments royaux de Saint-Denis.
Alfred Lenoir fréquente l'École impériale et spéciale des beaux-arts de Paris, dont il sort diplômé en 1869 et couronné du prix d'expression (concours de la tête d'expression en sculpture). L'un des frères Goncourt rapporte les circonstances de son entrée à l'École : « Il avait obtenu de se faire inscrire parmi les concurrents pour l'admission à l'École, et à quinze ans, il était admis le premier, sur l'éloge que Carpeaux faisait de son morceau de sculpture. C'était une petite académie d'après un modèle affectionné par Regnault, un modèle à l'anatomie nerveuse, à la tête de mulâtre, et dont le corps artistique lui donnait une espèce d'enfièvrement dans le travail, un enfièvrement tel, me disait-il, qu'il sortait tout en sueur de ces séances du soir, pendant lesquelles avaient lieu le concours ».
Il y est l'élève de Jules Cavelier et d'Eugène Guillaume, dont il se démarque : « Dégageant des principes de Guillaume ce qu'ils avaient de bon, distinguant sagement entre les idées du vieux professeur et ses méthodes, Alfred Lenoir avait gardé d'une éducation toute classique un goût certain de l'étude attentive. C'était là le thème de son enseignement. Il ne laissait pas de désavouer hautement les vieilles “ficelles” d'atelier, le travail exécuté d'après les moulages de basses époques et les animaux empaillés et les pantins en fil de fer, car c'était là l'arsenal de tout atelier pédagogique avant la réforme à laquelle Alfred Lenoir collabora ».
Les frères Goncourt mentionnent qu'il obtient le second prix de Rome, et que, découragé, il va passer néanmoins huit mois en Italie à ses frais.
Alfred Lenoir expose au Salon à partir de 1874. Il obtient une médaille de deuxième classe à l'Exposition universelle de 1878. En 1889 et 1900, on lui décerne des médailles d'or à l'Exposition universelle de 1889 et à celle de 1900 à Paris.
Il réalise plusieurs statues allégoriques de la République, des statues pour le palais de justice du Havre et pour l'hôtel de ville de Paris (dont celle de son aïeul Alexandre Lenoir), le Monument à Berlioz, puis celui de Paul Bert, du maréchal Canrobert (Saint-Céré), de Victor Duruy (Villeneuve-Saint-Georges), ainsi qu'une France de Charlemagne pour le pont Alexandre-III.
La statue en pied en bronze du Monument à Berlioz (1886), qui ornait le centre du square Hector-Berlioz (anciennement square Vintimille ou square Sainte-Hélène) est envoyée à la fonte sous le régime de Vichy (il y en existe une réplique, installée à La Côte-Saint-André au sud de Lyon). Une photographie de Pierre Jahan montre la statue déboulonnée en 1941 dans un hangar, attendant d'être fondue pour en récupérer le métal,. Le journal L'Univers illustré raconte sa genèse : « Une souscription fut ouverte […]. Puis l’État donnant le bronze et la Ville ayant accordé l’emplacement à côté de la maison où Hector Berlioz mourut, la commande de la statue fut faite au sculpteur Alfred Lenoir. […] Le piédestal sur lequel a été placée la statue est haut de deux mètres. L’une des faces porte l’inscription suivante : À / Hector Berlioz / Né à la Côte-Saint-André (Isère) / Le 11 décembre 1803 / Mort à Paris / Le 9 mars 1869. Sur les autres faces ont été inscrits les noms des œuvres musicales et littéraires d’Hector Berlioz ».
En 1908, Alfred Lenoir est nommé inspecteur général de l'enseignement du dessin : « Bouclant ce sac de curé de campagne qui constituait son bagage, il s'en alla par la France, semant les bons conseils dans les écoles, indulgent aux tentatives intéressantes, pèlerin de l'art, missionnaire qui croyait à son apostolat… ».

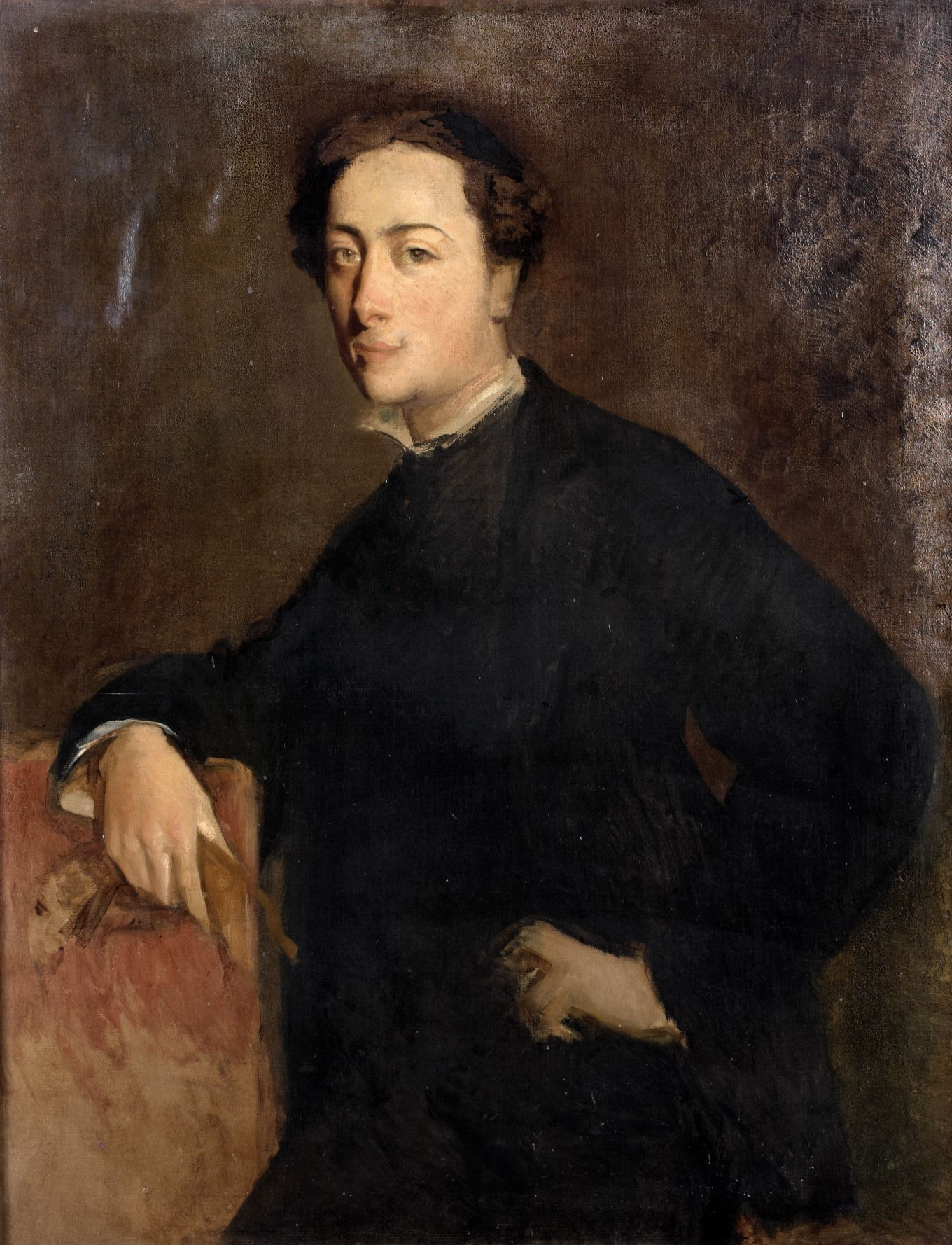
Albert Besnard, Portrait du sculpteur Alfred Lenoir (1870), localisation inconnue.

En 1910, il fait paraître un ouvrage intitulé Anthologie d'art, sculpture, peinture : Orient, Grèce, Rome, Moyen Âge, Renaissance, XVIIe et XVIIIe siècles, époque contemporaine.
Il est inhumé à Paris au cimetière du Montparnasse, dans la 2e division, aux côtés d'Alexandre Lenoir et de son fils, André Lenoir (1880-1939), qu'il a eu de son union avec Jenny Desrues.
Le peintre Albert Besnard, son ami d'enfance, en fit le portrait, ainsi que celui de son épouse avec ses deux filles.

## Distinctions et sociétés
Alfred Lenoir est membre de la Société nationale des beaux-arts, de la Société des amis des monuments parisiens, ainsi que de la Société scientifique, historique et archéologique de la Corrèze.
- Exposition universelle, Paris, 1878 : médaille de deuxième classe
- Exposition universelle, Paris, 1889 : médaille d'or
- Exposition universelle, Paris, 1900 : médaille d'or

- Officier de la Légion d'honneur (1er juillet 1901)[13]
- Chevalier de la Légion d'honneur (15 novembre 1886)[13]

## Œuvres dans les collections publiques
France

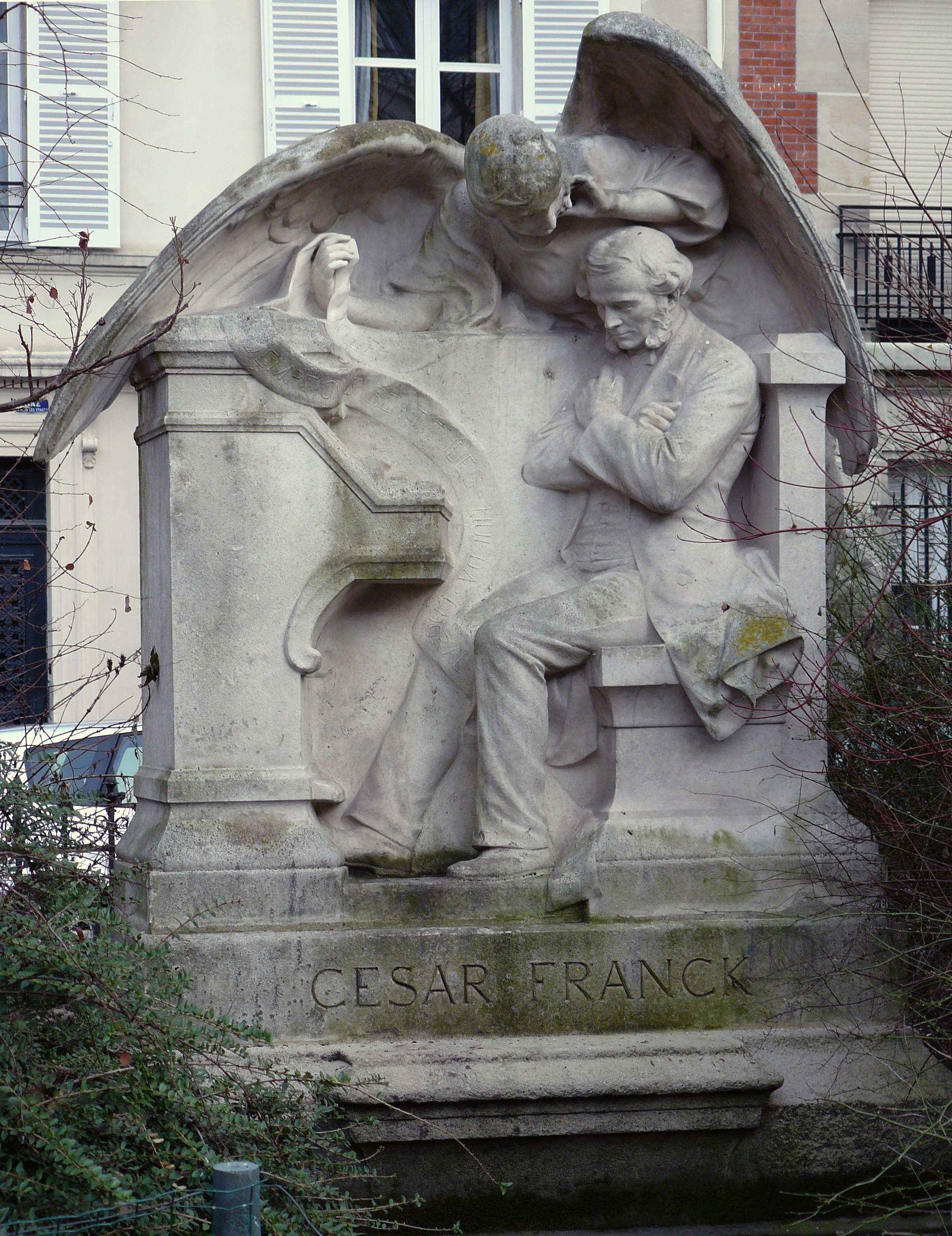
Monument à César Franck (1891), Paris, square Samuel-Rousseau.

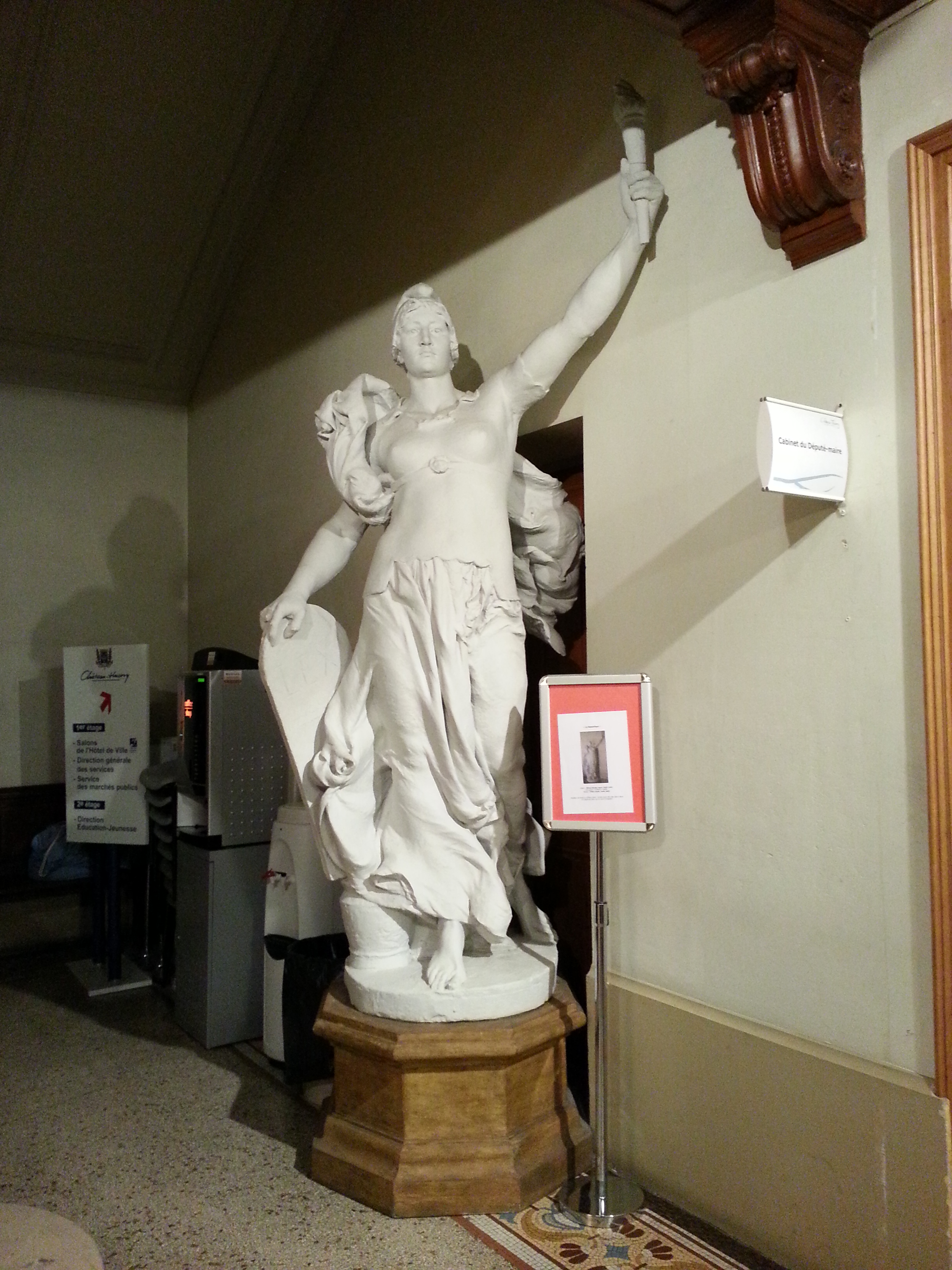
La République, mairie de Château-Thierry.

- Chantilly, musée Condé : Statue tombale de Marie-Caroline de Bourbon-Siciles, duchesse d'Aumale, esquisse.
- Château-Thierry, hôtel de ville : La République, plâtre peint. Il s'agit probablement du modèle en plâtre pour une statue en pierre destinée à Versailles[réf. nécessaire].
- Fontainebleau (cimetière) et Douai (Imprimerie nationale) : Buste de Gustave Peignot[14].
- Dreux, chapelle royale : Gisant de Marie-Caroline de Bourbon-Siciles, duchesse d'Aumale, 1887, statue en pierre.
- La Côte-Saint-André : Monument à Berlioz, 1890, bronze, réplique du monument parisien[15].
- Laval (Mayenne), musée des Sciences : L'Agriculture, 1897, bas-relief[16].
- Dammarie-lès-Lys, parc du château Gaillard : Statue de femme [17]. - voir notice 16
- Lyon, musée des Beaux-Arts : Buste de femme.
- Montville, hôtel de ville : Hector Berlioz à son pupitre, 1886.
- Paris
  - cimetière de Montmartre, 13e division : Edmond et Jules de Goncourt, 1897, médaillons en bronze.
  - cimetière du Père-Lachaise :
    - 22e division : Adolphe Bizet, 1873, médaillon en bronze, 34 cm[18] ;
    - 92e division : La Douleur, L'Amitié, La Prière et Le Souvenir, 1892, statues en marbre cantonnant le monument funéraire de Tomás Terry y Adan (en)[19].

  - École normale supérieure : Lamartine, 1874, buste en marbre.
  - église Saint-François-Xavier :
    - Christ au linceul, 1876, marbre ;
    - Mort de saint François Xavier, bas-relief en marbre. Scène représentant la mort de François Xavier survenue sur une plage du Japon, aux portes de la Chine, en 1552.

  - hôtel de ville :
    - Alexandre-Gabriel Decamps, statue en pierre, rez-de-chaussée du pavillon central droit, sur la façade de la rue Lobau ;
    - Alexandre Lenoir, statue en pierre, premier étage, en retour du pavillon de droite, sur la façade côté Seine ;
    - Eugène Delacroix, premier étage, en retour du pavillon de droite, sur la façade côté Seine.

  - musée d’Orsay :
    - Buste de Jeanne Balze, 1878[20] ;
    - Buste d'Hector Berlioz, 1904[21] ;
    - Monument à Prud'hon, 1905[22] ;
    - Buste d'Adolphe Moreau, 1908[23].

  - parc Monceau : Le Joueur de billes, 1878[24].
  - pont Alexandre-III : La France de Charlemagne, 1900.
  - square Hector-Berlioz : Monument à Berlioz 1886, bronze, envoyé à la fonte sous le régime de Vichy.
  - square Samuel-Rousseau : Monument à César Franck, 1891.
- Roubaix, La Piscine, musée d'Art et d'Industrie : Saint Jean-Baptiste enfant, biscuit de Sèvres.
- Saint-Céré : Monument au maréchal Canrobert, 1897[25],
- Sèvres, musée national de Céramique : Maternité.
- Versailles, château de Versailles : Edmond de Goncourt, 1899, buste en marbre[26].
- Villeneuve-Saint-Georges : Monument à Victor Duruy[27].

Vietnam
- Hanoï : Monument à Paul Bert, 1890, œuvre disparue[28],[29].

## Salons
- 1874 :
  - Sylvia, d'après le poème Le Passant de François Coppée, buste en plâtre[30] ;
  - Lamartine, buste en marbre (Paris, École normale supérieure)[30].
- 1875 : Saint-Sébastien, plâtre[31].
- 1880 : Le Repos, plâtre[32].
- 1881 : Auguste Couder, plâtre, hors-concours[33].
- 1883 : Saint Jean-Baptiste enfant, marbre, hors-concours[34].
- 1886 : Le Docteur Laugier, hors-concours[35].
- 1892 : La Douleur ; L'Amitié ; La Prière, marbre.